# الإصلاح الدستوري أولا
نداء إلى القيادة والشعب معا: الإصلاح الدستوري أولا عريضة سياسية وقعها 116 إصلاحيا سعوديا تطالب بانتقال السعودية لملكية دستورية إسلامية. قُدمت العريضة لولي العهد آن ذاك عبد الله بن عبد العزيز في 16 ديسمبر 2003، وكان كاتبها الرئيسي عبد الله الحامد، واحتوت خطة تهدف إلى المساواة في الحقوق ومشاركة الجميع خلال مدة لا تزيد على ثلاث سنوات. من الموقعين على العريضة:
| - أمير بوخمسين - توفيق القصير - جعفر الشايب - حمد الصليفيح - حمد الكنهل - حمزة حافظ - خالد الحميد | - سليمان الرشودي - عبد العزيز القاسم - عبد العزيز الوهيبي - عبد الله الحامد - عبد الله الزايد - عدنان الشخص - متروك الفالح | - محسن العواجي - محمد الحضيف - محمد سعيد طيب - مهنا الحبيل - موسى القرني - نجيب الخنيزي |

اُعتِقل على اثر العريضة وما تلاها 12 من الإصلاحيين وتطورت القضية لتشغل الرأي العام فيما عُرِف بقضية الإصلاحيين الثلاثة.